# تپه نخودو
تپه نخودو مربوط به دوران‌های تاریخی پس از اسلام است و در شهرستان قزوین، بخش ضیاءآباد، روستای یام چشمه واقع شده و این اثر در تاریخ ۱۶ آبان ۱۳۷۹ با شمارهٔ ثبت ۲۸۶۲ به‌عنوان یکی از آثار ملی ایران به ثبت رسیده است.